# Puchar Melrose

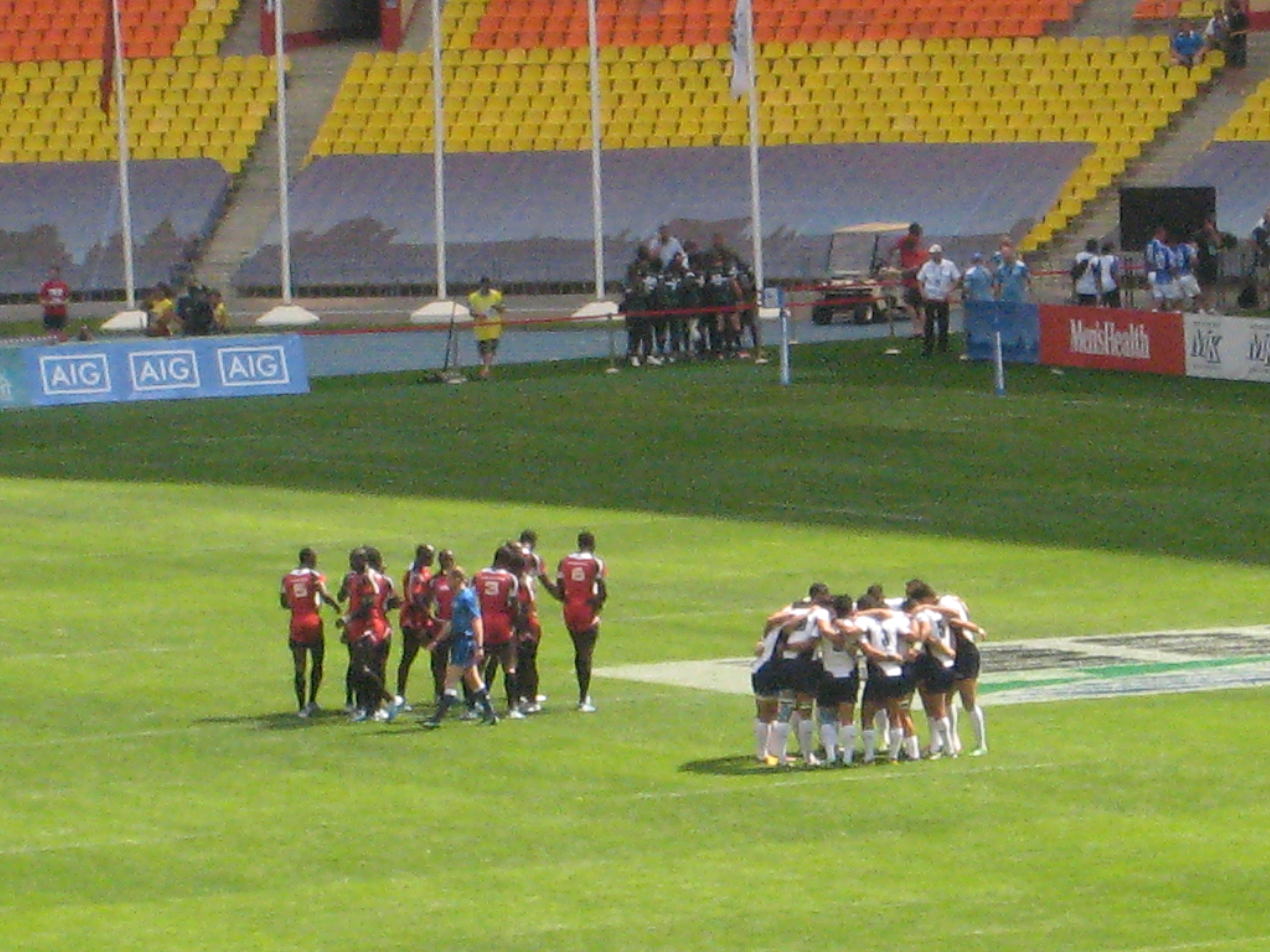
Drużyny Kenii oraz Filipin w trakcie meczu podczas Pucharu Świata w Moskwie w 2013 roku

Puchar Melrose – puchar przyznawany za zwycięstwo w Pucharze Świata w rugby 7.
Puchar wziął swoją nazwę od miejscowości Melrose w Szkocji, gdzie w roku 1883 z inicjatywy młodego pomocnika rzeźnika Neda Haiga oraz jego szefa Davida Sandersona zorganizowano turniej mający na celu wspomóc lokalną drużynę rugby. Do turnieju zaproszono lokalne drużyny i zaproponowano uproszczone rozgrywki, zmniejszając liczbę zawodników z 15 do 7, aby jak najwięcej drużyn mogło się pojawić i wspomóc zbiórkę.
Trofeum zostało ustanowione z okazji pierwszego Pucharu Świata w roku 1993 i wyglądem nawiązuje do trofeum Ladies Cup – pucharu, o który rywalizowano w roku 1883.
Trofeum ma kształt dużego złotego kielicha na stopce z grawerunkiem „Melrose Cup”
Pierwszą drużyną, która zdobyła trofeum, była reprezentacja Anglii.

## Zdobywcy
| Rok  | Gospodarz                    | Zdobywca      |
| ---- | ---------------------------- | ------------- |
| 1993 | Szkocja                      | Anglia        |
| 1997 | Hongkong                     | Fidżi         |
| 2001 | Argentyna                    | Nowa Zelandia |
| 2005 | Hongkong                     | Fidżi         |
| 2009 | Zjednoczone Emiraty Arabskie | Walia         |
| 2013 | Rosja                        | Nowa Zelandia |
| 2018 | Stany Zjednoczone            | Nowa Zelandia |
| 2022 | Południowa Afryka            |               |

## Ladies Cup
Pierwszy puchar w rozgrywkach rugby 7 został ufundowany przez „kobiety z Melrose” stąd też wziął swoją nazwę. Po pierwszym turnieju który wygrała drużyna w której występował David Sanderson, pracodawca Neda Haiga, trofeum nigdy nie było nagrodą w turnieju, dziś można je oglądać w gablocie w domku klubowym Melrose RFC.